# NGC 4747
NGC 4747 est une petite galaxie spirale barrée située dans la constellation de la Chevelure de Bérénice. NGC 4747 a été découverte par l'astronome germano-britannique William Herschel en 1785.

## Description
Sa vitesse par rapport au fond diffus cosmologique est de 1 471 ± 20 km/s, ce qui correspond à une distance de Hubble de 21,7 ± 1,6 Mpc (∼70,8 millions d'al).
La classe de luminosité de NGC 4747 est III-IV et elle présente une large raie HI.

## Distance de NGC 4747
À ce jour, une dizaine de mesures non basées sur le décalage vers le rouge (redshift) donnent une distance de 9,776 ± 2,086 Mpc (∼31,9 millions d'al), ce qui est nettement à l'extérieur des valeurs de la distance de Hubble.
Cette galaxie, comme plusieurs du groupe de 4725, est relativement rapprochée du Groupe local et on obtient souvent une distance de Hubble très différente en raison de leur mouvement propre dans le groupe où dans l'amas où elles sont situées. La distance de 9.776 Mpc est sans doute plus près de la réalité. Selon ces deux mesures, NGC 4747 se dirige vers le centre de l'amas en direction opposée à la Voie lactée. Notons que c'est avec la valeur moyenne des mesures indépendantes, lorsqu'elles existent, que la base de données NASA/IPAC calcule le diamètre d'une galaxie.

## Groupe de NGC 4725
Selon un article publié par Abraham Mahtessian en 1998, NGC 4747 fait partie d'un groupe de galaxies qui compte au moins 16 membres, le groupe de NGC 4725, la galaxie la plus brillante du groupe. Les autres galaxies de ce groupe sont NGC 4245, NGC 4251, NGC 4274, NGC 4278, NGC 4283, NGC 4308, NGC 4310, NGC 4314, NGC 4393, NGC 4494, NGC 4559, NGC 4565, NGC 4670 et NGC 4725.
D'autre part, les galaxies NGC 4245, NGC 4251, NGC 4274, NGC 4278, NGC 4283, NGC 4310 et NGC 4314 font partie d'une autre groupe décrit par A.M. Garcia dans un article publié en 1993, le groupe de NGC 4274.
Trois autres galaxies du groupe NGC 4725 de Mahtessian se retrouvent aussi dans deux autres groupes de Garcia : NGC 4308 dans le groupe de NGC 4631 ainsi que NGC 4494 et NGC 4565 dans le groupe de NGC 4565. Les frontières entre les groupes ne sont pas clairement établies et dépendent des critères de proximité utilisés par les auteurs.

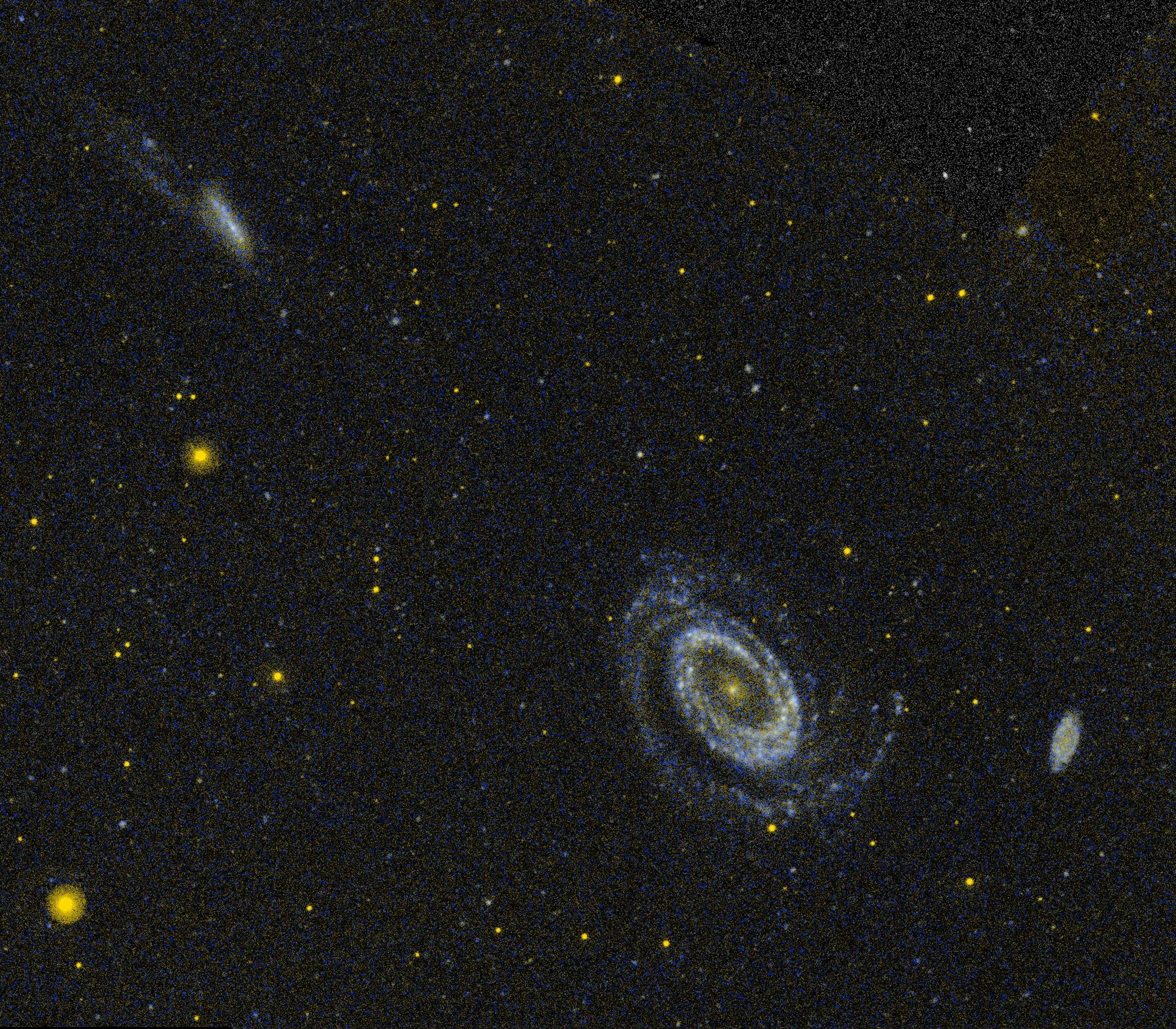
Groupe de NGC 4725, qui se trouve au centre de l'image : NGC 4747 est située en haut à gauche.